# Herman Boerhaave
Herman Boerhaave [herman búrháfe] (31. prosinec 1668 Voorhout u Leidenu – 23. září 1738 Leiden) byl nizozemský lékař, botanik a chemik. Velký lékařský slovník ho označil „za jednoho z nejvýznamnějších evropských lékařů 18. století, kdy byl srovnáván s Galenem či Hippokratem“. Je mu připisováno založení výuky lékaře přímo u lůžka pacienta.

## Život
Jeho otec byl kalvinistický kazatel a přivedl syna ke studiu filosofie, teologie, jazyků a matematiky na univerzitě v Leidenu. Ve své disertační práci z filosofie z roku 1689 Boerhaave kritizoval Spinozovu filozofii.
V roce 1690 však změnil svůj hlavní zájem a začal studovat medicínu na univerzitě v Harderwijku. Studium ukončil roku 1693 a věnoval se lékařské praxi. Roku 1701 začal přednášet teoretickou medicínu na univerzitě v Leidenu. Od roku 1703 přednášel také botaniku, chemii a praktické lékařství. Roku 1709 byl jmenován profesorem botaniky a medicíny, roku 1714 klinické medicíny, roku 1718 chemie.
Jeho přednášky udělaly z Leidenu hlavní centrum moderní medicíny, navštěvoval je i ruský car Petr Veliký či Voltaire. Často je poukazováno též na Boerhaavův vliv na Linného, jejich bohatá vzájemná korespondence se zachovala. Linné pojmenoval na jeho počest rod Boerhavia z čeledi Nyctaginaceae.
Je po něm pojmenován tzv. Boerhaavův syndrom, tedy spontánní perforace jícnu (např. při kašli) následovaná průnikem žaludečního obsahu do mezihrudí.
Roku 1708 vydal knihu Institutiones medicae in usum annuae exercitationis, která měla velký vliv na způsob výuky medicíny a organizaci zdravotnictví v celé Evropě, zejména na vznik univerzitních nemocnic.
V knize Aphorismi de cognoscendis et curandis morbis (1709) shrnul poznatky praktického lékařství a klasifikaci nemocí.
Založil několik skleníků v leidenské botanické zahradě a jeho autorská zkratka v botanice je BOERH.
Byl členem Francouzské akademie věd (1728) i britské Královské společnosti (1730).